# Однополые браки в Чили
Однополые браки в Чили легальны с 10 марта 2022 года. До легализации однополых браков в стране с 2015 года заключались однополые союзы.

## Гражданские союзы
Закон о гражданских союзах в Чили (исп. Acuerdo de Unión Civil) был окончательно принят 28 января 2015 года и вступил в силу 22 октября 2015 года. Гражданские союзы могут заключать однополые и разнополые пары.
Законопроект впервые был предложен к рассмотрению в 2011 году тогдашним президентом Себастьяном Пиньерой. Нынешний президент страны Мишель Бачелет также поддерживала эту законодательную инициативу и заявляла, что непременно подпишет законопроект в случае его принятия.
Сенат Чили — верхняя палата парламента Чили одобрила законопроект в январе 2014 года (28 — «за» и 6 — «против»). Год спустя, 20 января 2015 года законопроект был принят и в нижней палате — Палате депутатов. За законопроект выступили 86 депутатов, против — 23, двое воздержались. Затем законопроект, согласно процедуре, был возвращён в Сенат для повторного рассмотрения, где был принят уже к 28 января 2015 года.
После этого законопроект был опротестован в Конституционном суде, который 6 апреля 2015 года вынес решение о его соответствии конституции страны. Наконец, законопроект был подписан президентом Бачелет 13 апреля, опубликован в «Официальном вестнике» 21 апреля 2015 и вступил в силу 22 октября 2015 года.
| Год  | Однополые союзы | Однополые союзы | Однополые союзы | Разнополые союзы | Всего союзов | % однополых союзов |
| Год  | Женские         | Мужские         | Всего           | Разнополые союзы | Всего союзов | % однополых союзов |
| ---- | --------------- | --------------- | --------------- | ---------------- | ------------ | ------------------ |
| 2015 | 277             | 358             | 635             | 1562             | 2197         | 28,9 %             |
| 2016 | 767             | 888             | 1655            | 5683             | 7338         | 22,6 %             |
| 2017 | 666             | 639             | 1305            | 4972             | 6277         | 20,8 %             |
| 2018 | 744             | 748             | 1492            | 5786             | 7278         | 20,5 %             |